# Prisoja, Andrijevica
Prisoja este un sat din comuna Andrijevica, Muntenegru. Conform datelor de la recensământul din 2003, localitatea are 348 de locuitori (la recensământul din 1991 erau 384 de locuitori).

## Demografie
În satul Prisoja locuiesc 265 de persoane adulte, iar vârsta medie a populației este de 36,4 de ani (34,1 la bărbați și 38,9 la femei). În localitate sunt 91 de gospodării, iar numărul mediu de membri în gospodărie este de 3,82.
|  |

| Demografie | Demografie | Demografie |
| An         | Locuitori  | Locuitori  |
| ---------- | ---------- | ---------- |
|            |            |            |
|            |            |            |
|            |            |            |
|            |            |            |
| 1948       | 442        |            |
| 1953       | 466        |            |
| 1961       | 494        |            |
| 1971       | 393        |            |
| 1981       | 385        |            |
| 1991       | 384        | 384        |
| 2003       | 387        | 348        |

| \| Componența etnică conform recensământului din 2003[2] \| Componența etnică conform recensământului din 2003[2] \| Componența etnică conform recensământului din 2003[2] \| Componența etnică conform recensământului din 2003[2] \| Componența etnică conform recensământului din 2003[2] \| \| ----------------------------------------------------- \| ----------------------------------------------------- \| ----------------------------------------------------- \| ----------------------------------------------------- \| ----------------------------------------------------- \| \| \| \| \| \| \| \| Muntenegreni \| Muntenegreni \| \| 169 \| 48,56% \| \| Sârbi \| Sârbi \| \| 162 \| 46,55% \| \| necunoscută \| necunoscută \| \| 9 \| 2,58% \| |              |  |     |        |
| Componența etnică conform recensământului din 2003 |              |  |     |        |
| |              |  |     |        |
| Muntenegreni | Muntenegreni |  | 169 | 48,56% |
| Sârbi | Sârbi        |  | 162 | 46,55% |
| necunoscută | necunoscută  |  | 9   | 2,58%  |